# Zabójczy wdzięk
Zabójczy wdzięk – amerykańska tragikomedia z 2005 roku na podstawie artykułów Howarda Swindle’a.

## Obsada
- Melanie Griffith – Miranda Wells
- Gregg Henry – Porucznik Russ Carter
- David Jensen – Mitchel Harding
- Mark Krasnoff – Ed Brunet
- Earl Maddox – Hector
- Ritchie Montgomery – Detektyw Steve Syler
- Esai Morales – Rick Benes/David Lopez
- Derek Morgan – Detektyw Kantrow
- Lidia Porto – Carla Arujo